# Candolleomyces candolleanus
Psathyrella candolleana · Hypholome de De Candolle, Psathyrelle de De Candolle
Espèce
Candolleomyces candolleanus, l'Hypholome de De Candolle ou Psathyrelle de De Candolle, est une espèce de champignons agaricomycètes de la famille des Psathyrellaceae.

## Systématique
Le nom correct complet (avec auteur) de ce taxon est Candolleomyces candolleanus (Fr.) D. Wächt. & A. Melzer, 2020.
L’espèce a été initialement classée dans le genre Agaricus sous le basionyme Agaricus candolleanus Fr., 1818.
Ce taxon porte en français les noms vernaculaires ou normalisés suivants : Hypholome de De Candolle,, Psathyrelle de De Candolle.
Candolleomyces candolleanus a pour synonymes :
- Agaricus candolleanus Fr., 1818
- Agaricus candollianus Fr., 1821
- Agaricus violaceolamellatus DC., 1805
- Drosophila candolleana var. candolleana (Fr.) Quél., 1886
- Drosophila candolleana (Fr.) Quél., 1886
- Hypholoma candolleanum (Fr.) Quél., 1872
- Psathyra candolleana (Fr.) G. Bertrand, 1901
- Psathyrella candolleana (Fr.) Maire, 1913
- Psathyrella candolleana (Fr.) Maire, 1937

## Publication originale
- (en) Wächter, D; Melzer, A, « Proposal for a subdivision of the family Psathyrellaceae based on a taxon-rich phylogenetic analysis with iterative multigene guide tree », Mycol. Progress., vol. 19,‎ 2020, p. 1151-1265